# Mirakel van Amsterdam

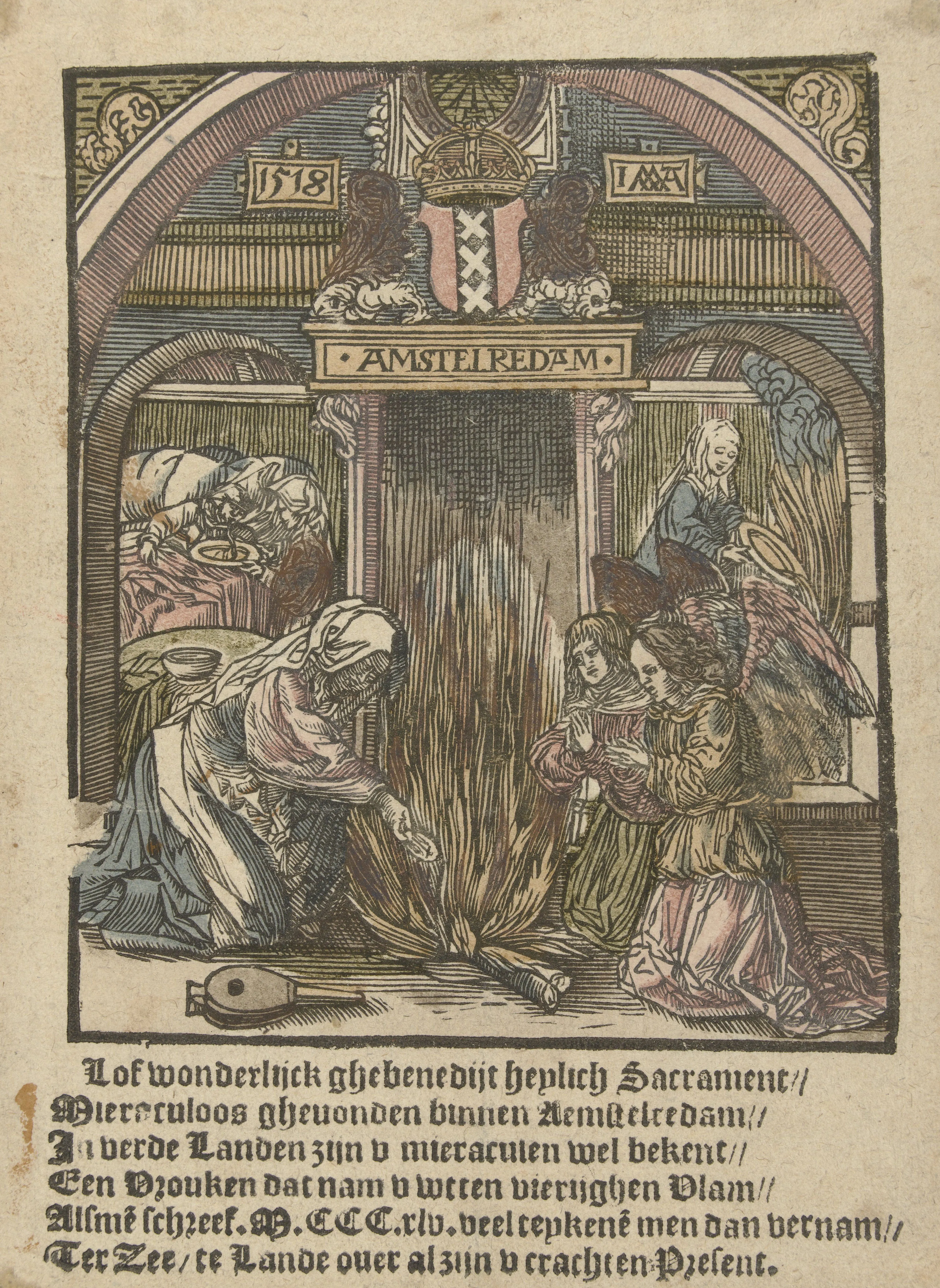
Het Mirakel van Amsterdam, afgebeeld op een bedevaartprentje uit 1518 van de hand van Jacob Cornelisz. van Oostsanen.

Het Mirakel van Amsterdam was een eucharistisch wonder dat zich volgens de overlevering op 15 maart 1345 in Amsterdam zou hebben voltrokken. Naar aanleiding van dit wonder ontwikkelde zich in de stad een rijk bedevaartleven rond de daartoe opgetrokken Kapel der Heilige Stede tussen Kalverstraat en Rokin.

## Wonder

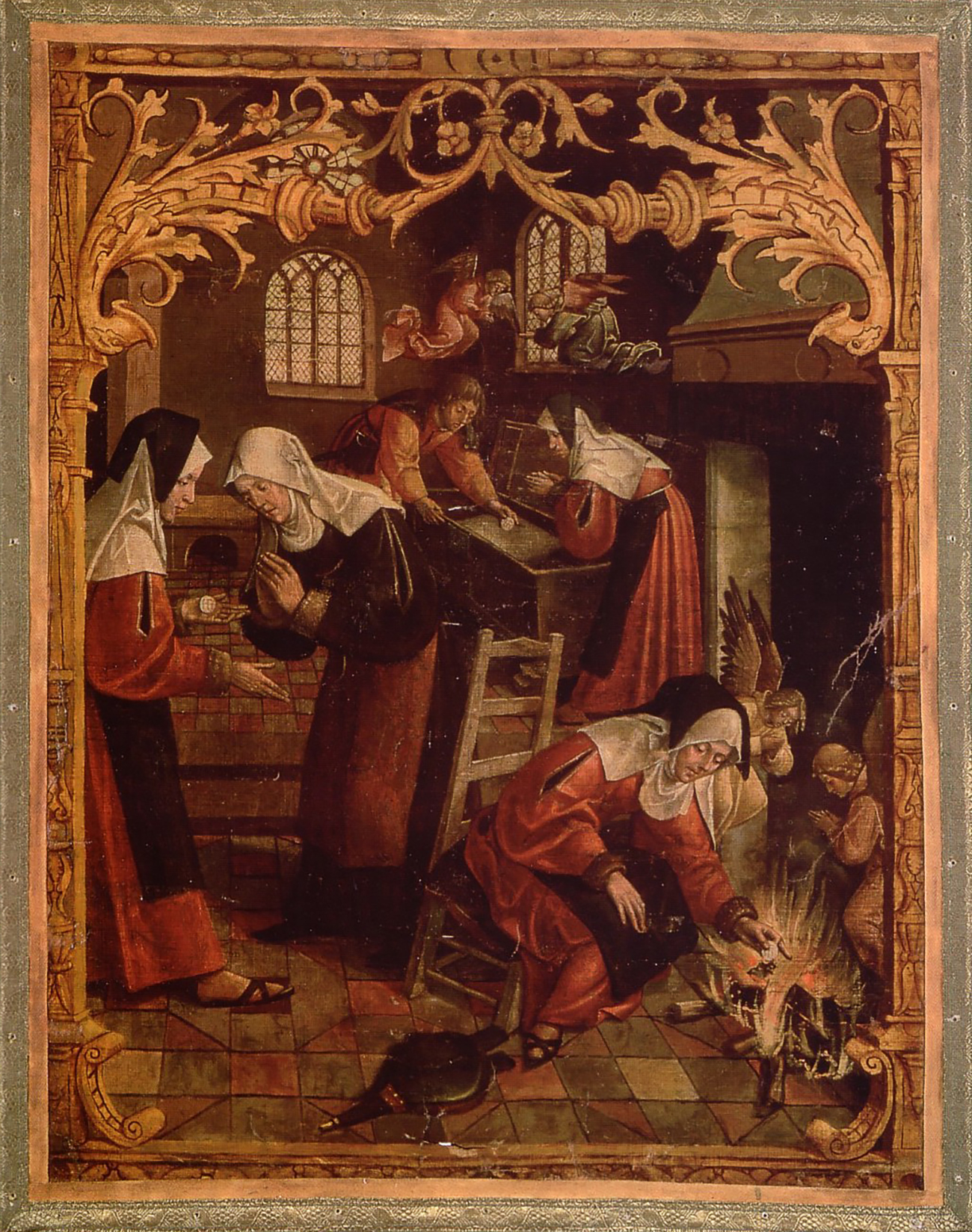
Op de schilderij wordt een hostie door een vrouw uit het haardvuur gehaald, maar de hostie brandde niet.

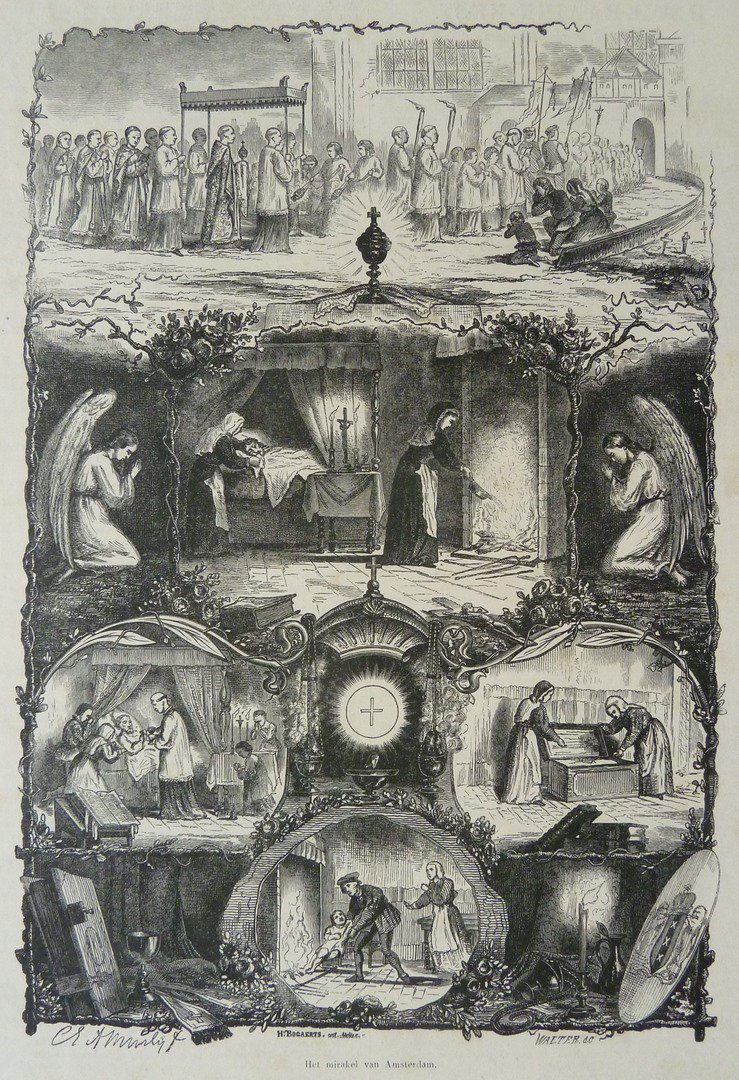
Mirakel van Amsterdam, gravure van J.Walter

De overlevering spreekt over een stervende man in de Kalverstraat die de geconsacreerde heilige hostie had uitgebraakt, samen met voedsel dat door hem ervoor genuttigd was. Dit vond plaats nadat hem door een pastoor het viaticum (de ziekencommunie) was gegeven. Het braaksel, inclusief de geconsacreerde heilige hostie, werd vanwege de kerkelijke voorschriften in zo'n situatie in het haardvuur geworpen. Toen men de volgende ochtend het haardvuur wilde aanmaken, bleek de geconsacreerde hostie ongeschonden in de as te liggen.
Een vrouw bracht de miraculeuze hostie daarop naar de pastoor van de Sint-Nicolaaskerk (de huidige Oude Kerk), maar de volgende dag was de hostie op wonderlijke wijze weer terug in het huis in de Kalverstraat. Dit zou zich twee keer herhaald hebben. Het werd geïnterpreteerd als een teken van God dat de wonderhostie niet in de parochiekerk, maar op die heilige plek met een eigen heiligdom vereerd diende te worden.
Het verhaal van de twee- of drievoudige "zelfverplaatsing" van de hostie (terug van de Sint-Nicolaaskerk naar de woning) maakt geen deel uit van de oudste tekst over het mirakel. Zoals wel vaker bij oude verhalen, zijn er in de loop der eeuwen allerlei elementen aan toegevoegd, zoals ook die van een wonderbaarlijke hostieverplaatsing.

## Bedevaart

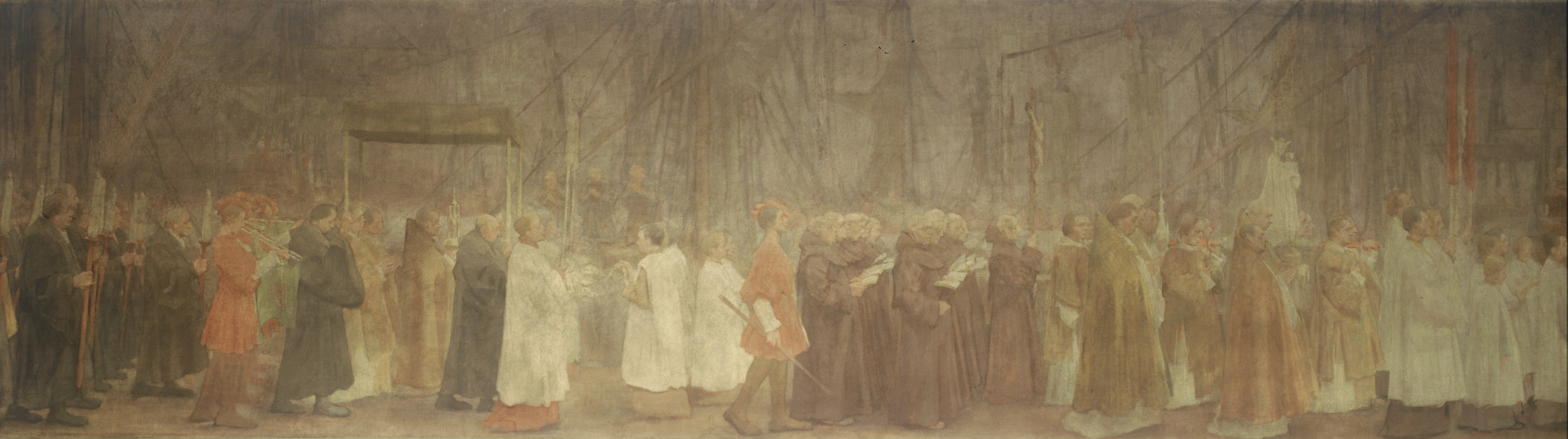
De processie, afgebeeld door Antoon Derkinderen, te zien in de Begijnhofkapel

Het wonder met het Allerheiligste Sacrament werd destijds al vrij snel officieel erkend door de Kerk (in de persoon van de bisschop van Utrecht) en als wonderbaarlijk bewijs gezien van het geloofspunt van de waarachtige eucharistische tegenwoordigheid van Jezus Christus onder de gedaante van brood. Op de plaats waar de woning had gestaan, werd een grote bedevaartkerk – de Kapel ter Heilige Stede – gebouwd. De haardstede bleef hierin tot 1624 bewaard.
In 1504 bevestigde de toenmalige paus de verering. Een half millennium later, in 2004, schreef paus Johannes Paulus II een Jubileumbrief. Een kopie daarvan hangt in de sacristie.
Om de toestroom van pelgrims die de plek wilden bezoeken in goede banen te leiden, werd vanaf het dorp Sloten een pad aangelegd, de Heilige Weg. De Kapel ter Heilige Stede kwam na de Alteratie van 1578 (onder de naam Nieuwezijds Kapel) in protestantse handen, waardoor het rijke interieur, getuige van eeuwen bedevaarten, de pelgrimstochten en de openbare verering van het Heilig Sacrament van Mirakel, verloren ging. In 1908 werd de Kapel ter Heilige Stede door de Nederlands-hervormde gemeente gesloopt, ondanks protesten van personen uit de culturele wereld en katholieke gelovigen. Op de plek kwam een gebouwencomplex met een nieuwe kerk voor de protestantse eredienst (de Nieuwezijds Kapel) en winkels aan de Kalverstraatzijde en Rokinzijde.

## Stille Omgang
De Stille Omgang van katholieken door de straten van Amsterdam en de Kalverstraat herinnert tegenwoordig aan het eucharistisch Mirakel van Amsterdam. Tijdens deze stille, nachtelijke bedetocht ongeveer halverwege maart gedenken katholieke gelovigen uit Amsterdam, geheel Noord-Holland en zelfs overige delen van Nederland aan het eucharistisch wonder en de Werkelijke Tegenwoordigheid van Christus in de heilige eucharistie.

## Canon van Amsterdam
- Het Mirakel van Amsterdam is venster nummer 3 van de Canon van Amsterdam.